# Papouasie-Nouvelle-Guinée aux Jeux olympiques d'été de 1996
L'équipe de Papouasie-Nouvelle-Guinée olympique participe aux Jeux olympiques d'été de 1996 à Atlanta. Elle n'y remporte aucune médaille. L'athlète Subul Babo est le porte-drapeau d'une délégation papouasienne comptant 11 sportifs (11 hommes et 0 femmes).

## Engagés papouasiens par sport

### Athlétisme
| Hommes | Femmes |
| --- | ------ |
| 100 m : - Peter Pulu : 1er tour, 10 s 76 (éliminé). 200 m : - Amos Ali : 1er tour, 21 s 37 (éliminé). 400 m haies : - Ivan Wakit : 1er tour, 31 s 28 (éliminé). Relais 4x100 m : - Allan Akia, Peter Pulu, Amos Ali et Subul Babo : 1er tour, non terminé (éliminés). Relais 4x400 m : - Samuel Bai, Ivan Wakit, Amos Ali et Subul Babo : 1er tour, 3 min 19 s 92 (éliminés). |        |

### Boxe
| Hommes | Femmes |
| --- | ------ |
| Poids mouches : - Howard Gereo : 1er tour (éliminé). Poids plumes : - Lynch Ipera : 1er tour (éliminé). Poids légers : - Henry Kungsi : 1er tour (éliminé). Poids mi-lourds : - Steven Kevi : 1er tour (éliminé). |        |

### Haltérophilie
| Hommes                                                | Femmes |
| ----------------------------------------------------- | ------ |
| Poids légers : - Peter Kilapa : Finale, non terminée. |        |

## Sources
- (en) https://www.sports-reference.com/